# Mulgravea indersinghi
Mulgravea indersinghi är en tvåvingeart som först beskrevs av Hajimu Takada och Momma 1975.  Mulgravea indersinghi ingår i släktet Mulgravea och familjen daggflugor. Inga underarter finns listade i Catalogue of Life.